# Ядуха, Василий Степанович
Васи́лий Степа́нович Я́духа (укр. Васи́ль Степа́нович Я́духа; род. 25 января 1964 года, с. Вербка-Мурованая Ярмолинецкий район, Хмельницкая область) — украинский политический деятель, народный депутат Верховной рады Украины (2006—2007), с 18 марта 2010 года по 7 марта 2014 года — председатель Хмельницкой областной государственной администрации.

## Биография

### Образование
Окончил Каменец-Подольский сельскохозяйственный институт в 1986 году по специальности «учёный агроном».

### Карьера
С 1986 по 1989 год являлся главным агроном колхоза «Путь Ильича» в Ярмолинецком районе Хмельницкой области, с 1989 по 1992 год — председателем колхоза имени Горького в том же районе.
С 1992 по 1994 год — начальник управления сельского хозяйства Ярмолинецкой районной государственной администрации.
С 1994 по 1995 год — начальник управления сельского хозяйства Ярмолинецкого районного совета, с 1995 по 1996 год — начальник управления сельского хозяйства и продовольствия Ярмолинецкой районной государственной администрации.
С февраля по ноябрь 1996 года являлся начальником управления сельского хозяйства и продовольствия Виньковецкой районной государственной администрации Хмельницкой области.

### Политическая деятельность
С ноября 1996 год по июль 2002 года являлся председателем Виньковецкой районной государственной администрации.
В 2002 году перешёл на работу в Хмельницкую областную государственную администрацию, где до 2003 года занимал пост начальника Главного управления сельского хозяйства и продовольствия.
С сентября 2003 года по март 2005 года — председатель Деражнянской районной государственной администрации Хмельницкой области.
С 2005 по 2006 год занимал должность коммерческого директор СООО «Зинькив» Виньковецкого района.
На парламентских выборах в мае 2006 года избран народным депутатом Верховной рады Украины V созыва от Партии регионов, являлся членом Комитета по вопросам аграрной политики и земельных отношений.
С 2007 по 2010 год был председателем Хмельницкой областной организации Партии регионов.
С марта 2010 года по март 2014 года занимал должность председателя Хмельницкой ОГА. 7 марта 2014 года после смены власти на Украине снят с должности.

## Награды
- орден «За заслуги» III ст. (23 августа 2011 года)[1]
- Заслуженный работник сельского хозяйства Украины (13 ноября 2001 года)[2]